# Karl Borromäus zu Schwarzenberg

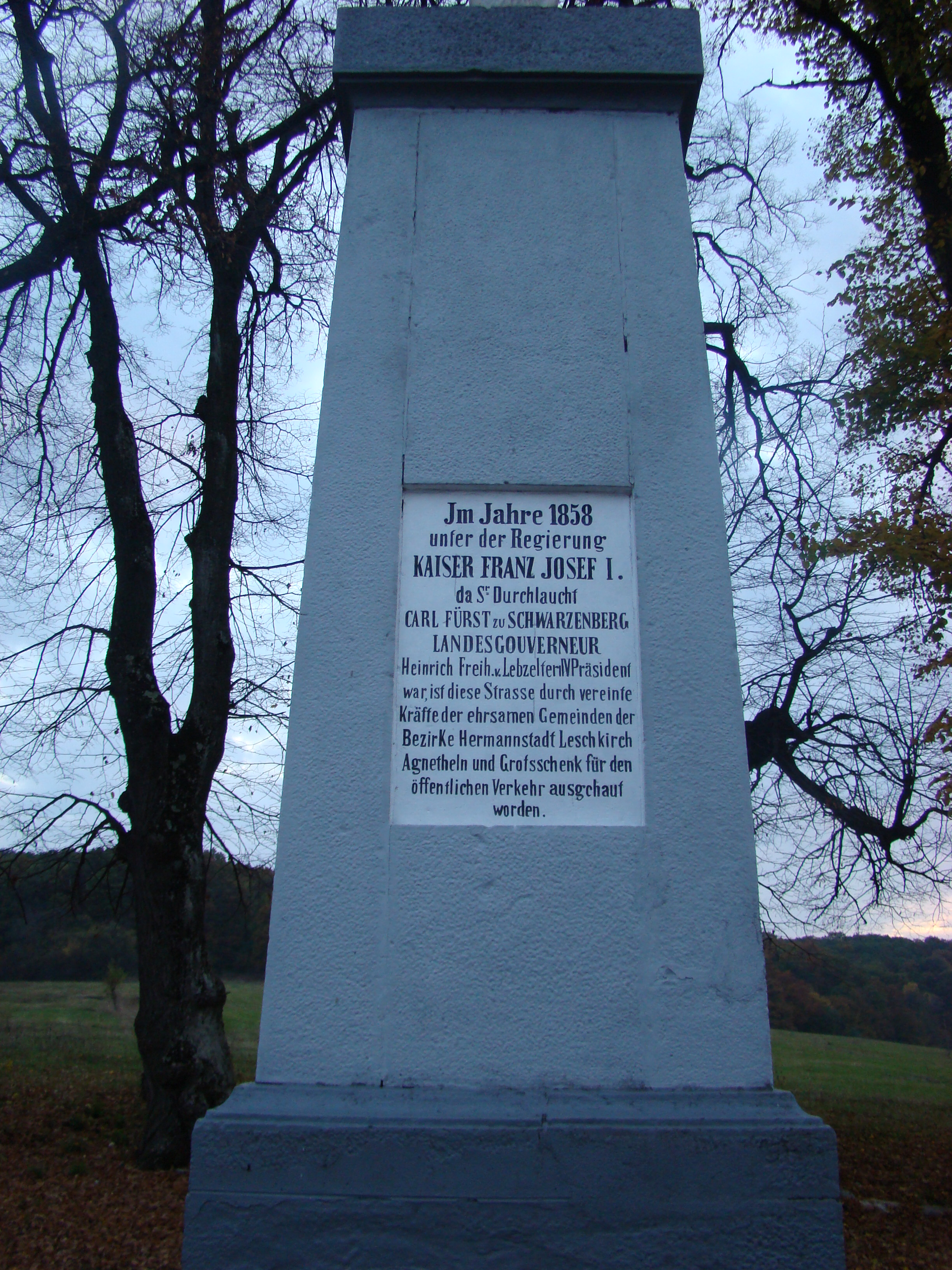
Monumentul Schwarzenberg din Dealu Frumos, Sibiu, ridicat cu ocazia dării în folosință a unui drum public (1858)

Karl Borromäus zu Schwarzenberg (Karl Borromäus Fürst zu Schwarzenberg), uneori Carol al II-lea Schwarzenberg, (n. 21 ianuarie 1802, Viena, Monarhia Habsburgică – d. 25 iunie 1858, Viena, Imperiul Austriac) a fost guvernator al Transilvaniei între anii 1851-1858. A fost fiul feldmareșalului Karl Philipp zu Schwarzenberg, întemeietorul liniei secundare a Casei de Schwarzenberg.